# Eiréné (istennő)
Eiréné, Iréné  a Hórák egyike, a béke védnöke. A szó Ógörög eredetű  jelentése "béke". Sok nyelvben meghonosodott női név, a magyarban  Irén formában.
Hésziodosz szerint Zeusz és Themisz lánya. Testvéreivel, (Eunomia, a törvényesség és Diké az igazságosság) együtt az Olümposzon lakott. A rómaiak Pax néven azonosították.

## Lásd még
- Eiréné nevű Jupiter hold, ismert még Jupiter LVII vagy az eredeti S/2003 J 5 néven.
- Szent Eiréné bizánci császárnő